# Хема Куерво
Хема Куерво (на испански: Gemma Cuervo) е испанска актриса.
Женена е за актьора Фернандо Гуирен и имат две деца – Фернандо и Каетана. Най – популярните ѝ ТВ сериали са „Estudio 1“, „Médico de familia“, „Щурите съседи“ – в ролята на Висента и „Новите съседи“ – в ролята на Мари Тере. През 1984-1985 г. участва в мексиканската теленовела Страстта на Исабела, в която изиграва ролята на Сорайда.